# 敬嗣暉
敬嗣晖（？—1170年），字唐臣，金朝易州（今河北省易县）人，金世宗时参知政事。
金熙宗天眷二年（1139年）进士，补尚书省令史，为怀安丞。海陵王完颜亮即位，擢升为起居注、谏议大夫、吏部侍郎、左宣徽使。正隆三年（1158年）进拜参知政事。营建南京（今河南省开封市）宫室。正隆六年（1161年）完颜亮南下攻宋，敬嗣晖与张浩留驻南京，治尚书省事。金世宗即位，因敬嗣晖为人巧佞，曾为完颜亮的执政，被弹劾放归田里。后起用为丹州刺史，令其将功补过。因他熟知朝仪，官至左宣徽使。大定十年（1170年）再拜敬嗣晖为参知政事，不久去世。其孙敬铉，玄孙敬儼。

## 延伸阅读
[在维基数据编辑]
 《金史·卷91》，出自脱脱《遼史》